# Gorilla Biscuits
Gorilla Biscuits es una banda de hardcore punk procedente de Nueva York, y considerados como una de las bandas youth crew más importantes.
Actualmente están integrados por Anthony "Civ" Civarelli (voz), Walter Schreifels (guitarra), Charlie Garriga (guitarra), Arthur Smilios (bajo) y Luke Abbey (batería). El exguitarrista Alex Brown murió de un aneurisma en febrero del 2019.

## Historia
La historia de la banda empieza cuando Nick Drysdale y Arthur Smilios conocen a Anthony Civarelli (CIV) ya que los tres estudiaban en el mismo instituto. Ellos eran fanes de bandas como Agnostic Front y se convirtieron en asiduos en los conciertos punk que se daban en el mítico local CBGB. Allí se hicieron amigos de otros punk como los integrantes de la banda "Youth of Today" Ray Cappo y John Porcelly, que también formaría parte de Gorilla Biscuit.
Arthur trató de formar una banda de hardcore y pidió Civarelli que fuera el vocalista.
Los miembros de la banda Token Entry les organizaron
un concierto, pero la banda todavía estaba
sin nombre. Al necesitar un nombre para darle al
promotor, se decidieron por Gorilla Biscuits. El
nombre provenía de una droga muy común
en la zona que por su tamaño y apariencia
era conocida como "Mierda de mono" o "Gorilla
Biscuits". Aunque al principio no tenían
ninguna intención de continuar con ese nombre
para la banda, al final decidieron hacerlo permanente.
La banda grabaría sus primeras demos en
muy baja calidad, que ellos mismos se ocuparon en
vender y también diseñarían
sus primeras camisetas con la imagen de un gorila
haciendo skate que se convertiría en icono
del grupo.
En 1988 la discográfica Revelation Records
incluye la canción del grupo de nombre, "Better
Than You" y poco más tarde les publica un 7
"EP de nombre homónimo Gorilla Biscuits,
que en poco tiempo se convirtió en un éxito
en la escena hardcore.
Tras girar por Estados Unidos y Europa, graban
en 1989 su único disco de estudio titulado
"Start Today". En este disco encontramos
una memorable colección de canciones en las
que imprimen las melodías que caracterizaban
a la banda. Y es que solo les basto este gran disco
para convertirse en una de las bandas más queridas
y admiradas del hardcore, y para ser uno de los
grupos más relacionados con el movimiento Straight edge.

## Discografía
| Title                                     | Release date | Notes | Label       |
| ----------------------------------------- | ------------ | --- | ----------- |
| Original 1987 Tape Demo Gorilla Biscuits  | 1987         | Bootleg, también conocido como Walter Sings The Hits. | 99 Records  |
| Gorilla Biscuits                          | 1988         | Primer 7″ LP | Revelation  |
| Start Today                               | 1989         | Su segundo y último disco antes de disolverse. | Revelation  |
| Having A Great Time... Wish You Were Here | 1991         | Último directo. | ?           |
| Walter Sings the Hits                     | 1993         | Bootleg, contiene una versión completa del 12" "Start Today" (con Walter a las voces en lugar de Civ), Moondog 7", Live In Germany 7", Live At The Safari Club 7", Demo '87 7" y Demo '86 7". (hecho en Alemania) | Sin sello   |
| A Puzzle of 38 Pieces                     | 19??         | Bootleg | ?           |
| Live At CBGB =8/14/05                     | 2005         | Bootleg | ?           |
| 2 Song 7-inch                             | 2006         | Vendido durante la gira-reunión de 2006. Solo se vendían 20 copias en cada parada. Contenía dos nuevas canciones compuestas por la formación original.                                                            | Autoedición |

### Apariciones en compilatorios
- New York City Hardcore:Together 7″ (1987, Revelation)
- New York City Hardcore: The Way It Is, CD (1988, Revelation)
- Where the Wild Things Are (1989, Blackout)
- Threat: Music That Inspired The Movie CD (2006, Kings Mob)